# Andrea Mastroni
Andrea Mastroni (Milán) es un cantante de ópera, bajo, italiano.

## Trayectoria
Mastroni comenzó su educación musical como clarinetista antes de formarse como cantante en el Istituto Claudio Monteverdi in Cremona. Estudió clarinete antes de formarse como cantante y de estudiar filosofía estética. Debutó en la ópera en Aida (Re / Ramphis), seguida de óperas en diferentes estilos, como La flauta mágica (Sarastro), Turandot (Timur), La Bohème (Colline), Rigoletto (Sparafucile), Las bodas de Figaro (Figaro ), Lucia di Lammermoor (Raimondo), El Trovatore (Ferrando), Don Giovanni (Leporello), Don Pasquale (Don Pasquale), El barbero de Sevilla (Don Basilio), L'Italiana en Algeri (Mustafa), El matrimonio secreto (Conte Robinson), Die sieben Todsünden de Weill (Vater) y el estreno mundial de Los amantes de Verona de Marchetti (Baldassarre).
En temporadas posteriores ha incorporado papeles como Lord Sidney (El viaje a Reims dirigida por Alberto Zedda en una producción de Emilio Sagi en el Rossini Opera Festival de Pesaro), Oroveso (Norma), el Padre Laurent (Romeo y Julieta), Osmin (El rapto en el serrallo), Pirro (I Lombardi alla prima crociata), Banquo (Macbeth), Frate (Don Carlos), Oroe (Semiramide ) y Caronte (La fábula de Orfeo).
Ha actuado en los principales teatros de ópera y festivales de Italia, España, Alemania y Austria y ha grabado óperas como Los amantes de Verona de Marchetti (Dynamic), I Vespri Siciliani (Naxos, DVD y CD), Romeo y Julieta de Gounod (Decca), Semiramide (Naxos, Grammy 2012) y Lamento (Brilliant Classics), según las versiones de Henri Duparc para voz y piano. El lied y la canción constituyen una faceta importante de su carrera, con un enfoque en ciclos de canciones como La bella molinera y Viaje de invierno de Schubert y Amor de poeta de Schumann, mientras que su repertorio de conciertos incluye piezas como el Requiem de Mozart, la Misa de Coronación y las Letanías lauretanas, Petite Messe Solennelle de Rossini y el Réquiem de Verdi.
Ha actuado en los estrenos mundiales de Messa Chigiana de Lavagnino,el Requiem de Hazon, Dante Racconta l'Inferno de Arnaboldi, La Signora di Monza de Belisario y en la inauguración de la temporada 2016/2017 en La Fenice de Venecia, Aquagranda, de Filippo Perocco.
En la temporada 2017/2018, además de haber participado en la apertura de la temporada en Hamburgo (La flauta mágica) y Venecia (Aquagranda ), debutó en el Metropolitan de Nueva York y debutará en la Royal Opera House de Covent Garden, Londres con Don Carlo y Rigoletto.
El 4 de agosto de 2018 se casó con el coreógrafo Salvo Aversano.

## Reconocimientos
Ha recibido el premio Mario Basiola (2005), el premio Giuseppe Di Stefano (Trapani) por su interpretación de Sparafucile Rigoletto, el premio Bibiena (Mantua) (2007) y el XXXVII premio Franco Abbiati por su interpretación de Perocco en la ópera Aquagranda en el teatro La Fenice.